# ترويتسك (مقاطعة تشيليابنسك)
ترويتسك، أوبلاست تشيليابنسك (بالروسية: Троицк) هي إحدى مدن روسيا في الكيان الفدرالي الروسي أوبلاست تشيليابنسك.

## أعلام
- كازيميرز لاسكووسكي